# Дятлов, Игорь Алексеевич
И́горь Алексе́евич Дя́тлов (13 января 1936, Первоуральск, Свердловская область — 2 февраля 1959, Перевал Дятлова) — советский спортивный турист, руководитель туристической группы, погибшей в феврале 1959 года на горе Холатчахль. В память о погибших именем Дятлова назван перевал неподалёку от места трагедии.

## Биография
Родился в Первоуральске 13 января 1936 года. Отец работал механиком на заводе «Хромпик», мать была кассиром в клубе им. Ленина. К моменту рождения Игоря в семье рос старший брат Мстислав, в 1938 году в семье родилась дочь Руффина, в 1948 году — Татьяна. Игорь учился в первоуральской средней школе № 12, которую окончил в 1954 году с серебряной медалью.
С детства Игорь испытывал тягу к изобретательству, увлекался радиотехникой и фотографией, а также участвовал в общественной жизни школы. В школьные годы он смастерил из патефона звукозаписывающее устройство, носителем для которого служила плёнка для рентгеновских снимков, собрал самодельный радиоприёмник, который брал в походы со старшим братом. Будучи членом свердловского радиоклуба выиграл первую премию на областной выставке детского технического творчества за изготовленный записывающий магнитофон со стирающей головкой. В 7 классе вступил в комсомол. Позднее, увлёкшись туризмом, он соорудил подвесную туристическую печку собственной складной конструкции, которую использовал в походах 1958—1959 годов.
После окончания школы поступил на радиотехнический факультет Уральского политехнического института. Учитывая опыт участия Дятлова в туристических походах, его сразу избрали председателем туристической группы института. В 1956 году он вошёл в состав сборной Свердловской области по спортивному туризму. В этом же году в составе сборной осуществил поход высшей категории трудности по Восточному Саяну. Дятлов пользовался уважением среди студентов, обладал хорошей физической подготовкой, отличался требовательностью к членам своих туристических групп.
Дятлову предложили продолжить работу в институте после его окончания. В начале 1959 года он оформился ассистентом на одну из кафедр вуза.

### Поход на Приполярный Урал 1958 года
В январе 1958 года Дятлов в группе туристов УПИ под руководством Моисея Аксельрода участвовал в походе 3-й (высшей в то время) категории сложности на Приполярный Урал, целью которого было восхождение на Манарагу. Из-за отсутствия доступных карт местности туристы вынуждены были перемещаться вслепую, рассчитывая получить карты у геологов Уральской полярной экспедиции, работавшими на хрустальном руднике Кажим, который был отправной точкой маршрута. Карты с грифом «Для служебного пользования» туристам не дали, но согласились провезти часть группы по маршруту на самолёте, чтобы сделать схему. В итоге Аксельрод и Дятлов слетали с геологами на их Ан-2, но не успели сделать зарисовки. Чтобы сократить туристам маршрут полярники предложили закинуть группу на метеостанцию, но из-за ограниченной грузоподъёмности и погодных условий улетела только первая тройка в составе Аксельрода, Вячеслава Хализова и Евгения Чубарева. Дятлов с Петром Бартоломеем и Николаем Ханом только через 2 дня смогли вылететь на базу Пеленгичей на западном склоне Урала — из-за погоды лётчикам не удалось перелететь через Хребет. Благодаря фотографической памяти Дятлова, запомнившего маршрут в полёте и на картах геологов, отставшей группе удалось пройти около 45 км по ущельям и перевалам и выйти в нужную точку, встретившись с второй тройкой.

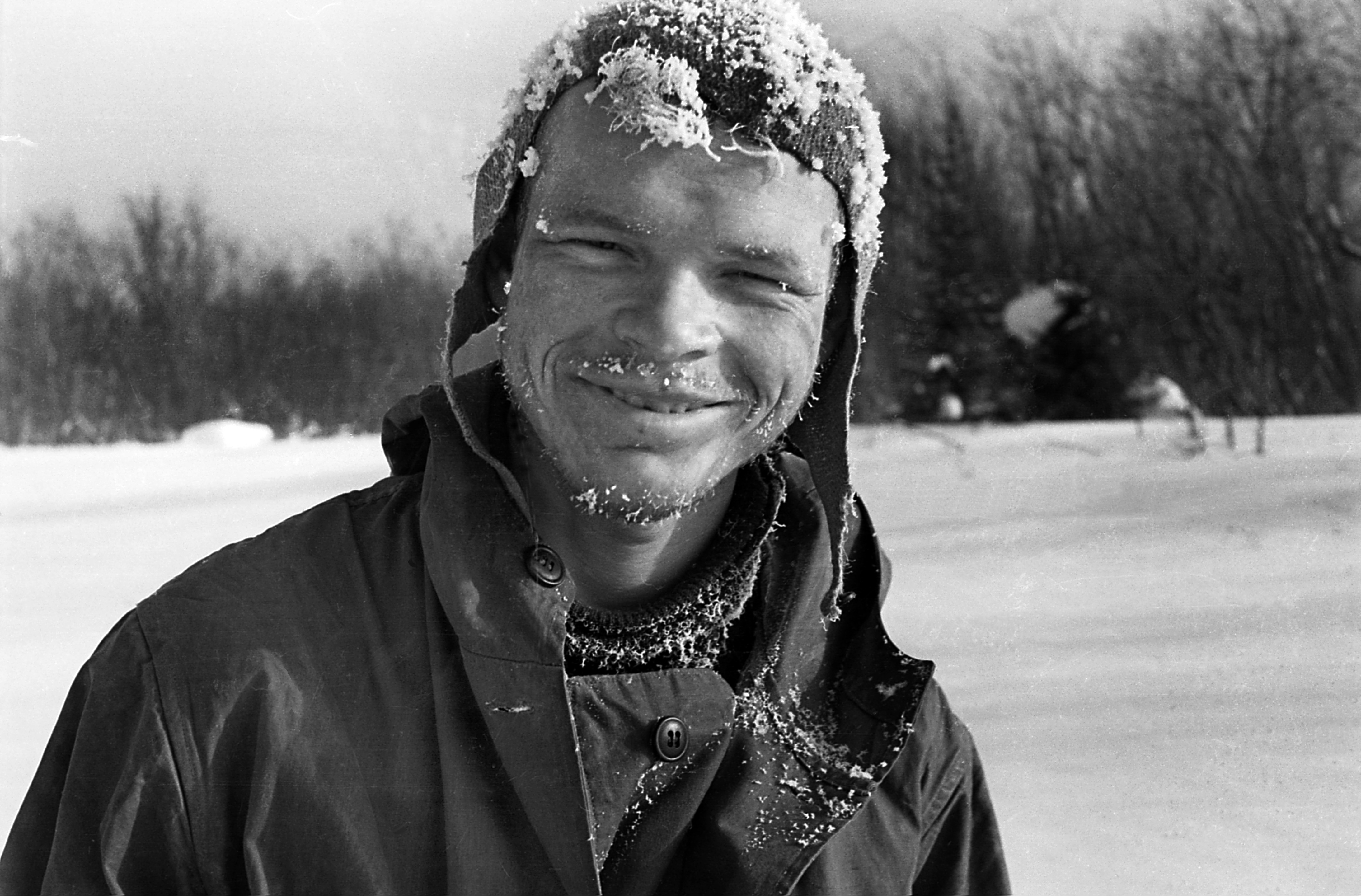
В походе на Приполярный Урал, январь 1958 года (фото П. И. Бартоломея)
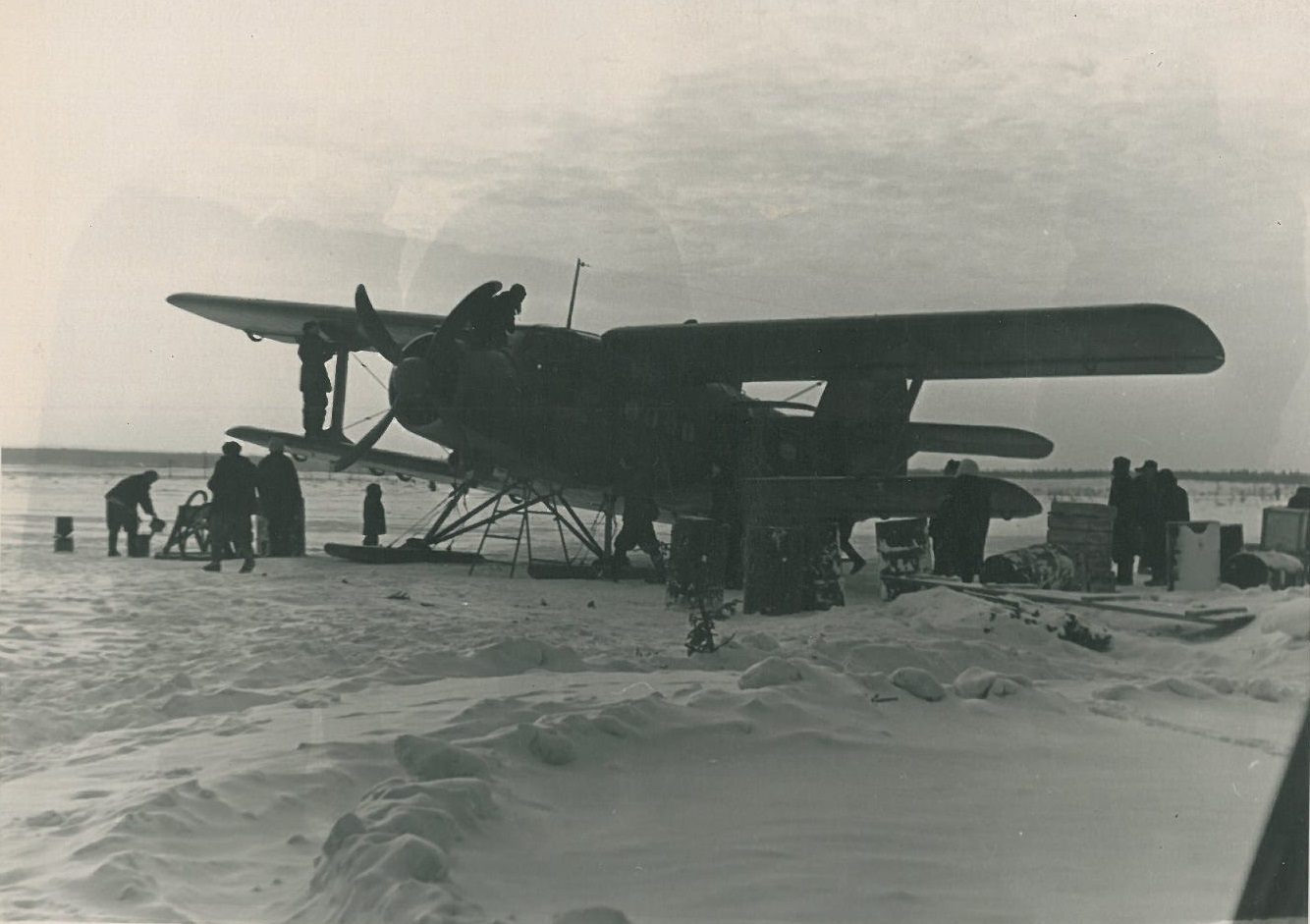
Погрузка в Ан-2, январь 1958 года (фото П. И. Бартоломея)
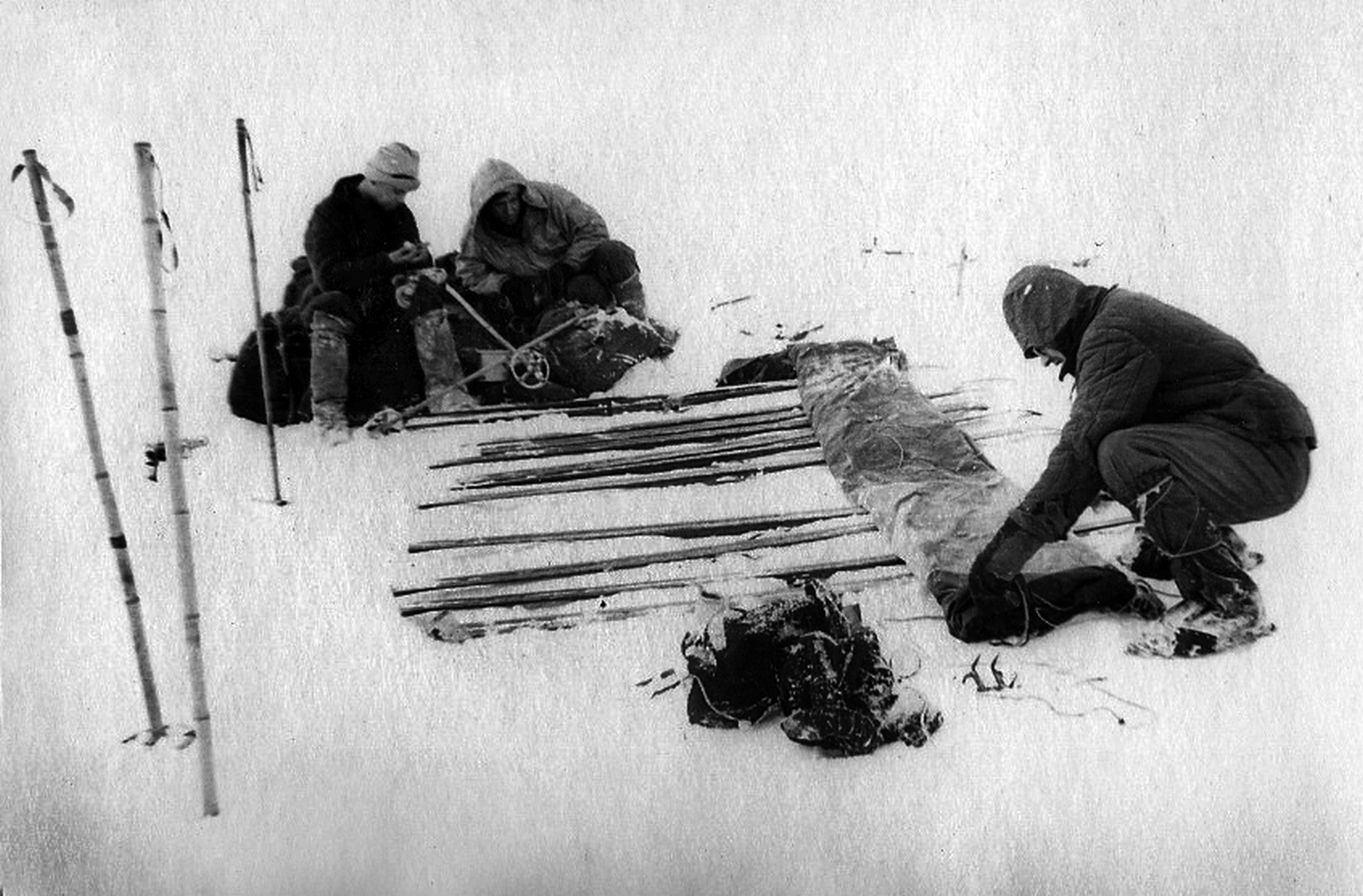
В походе на Приполярный Урал, январь 1958 года (фото П. И. Бартоломея)

### Поход на Северный Урал 1959 года
В начале 1959 года Дятлов, будучи одним из самых опытных членов туристской секции спортклуба УПИ, разработал маршрут и собрал группу для похода по Северному Уралу с целью взойти на Отортен и Ойка-Чакур. 23 января группа в составе 10 человек выехала в Серов, на следующий день приехав поездом в Ивдель. Один из членов группы, Юрий Юдин, выбыл из похода по состоянию здоровья. Предположительно, в ночь с 1 на 2 февраля 1959 года оставшиеся 9 туристов, включая Дятлова, погибли на склоне горы Холатчахль.
Тело Дятлова было обнаружено членами поискового отряда 27 февраля 1959 года на склоне горы Холатчахль. 10 марта 1959 года он был похоронен на Михайловском кладбище Свердловска.

Мемориальная плита, закреплённая на останце поблизости от места происшествия (2015)
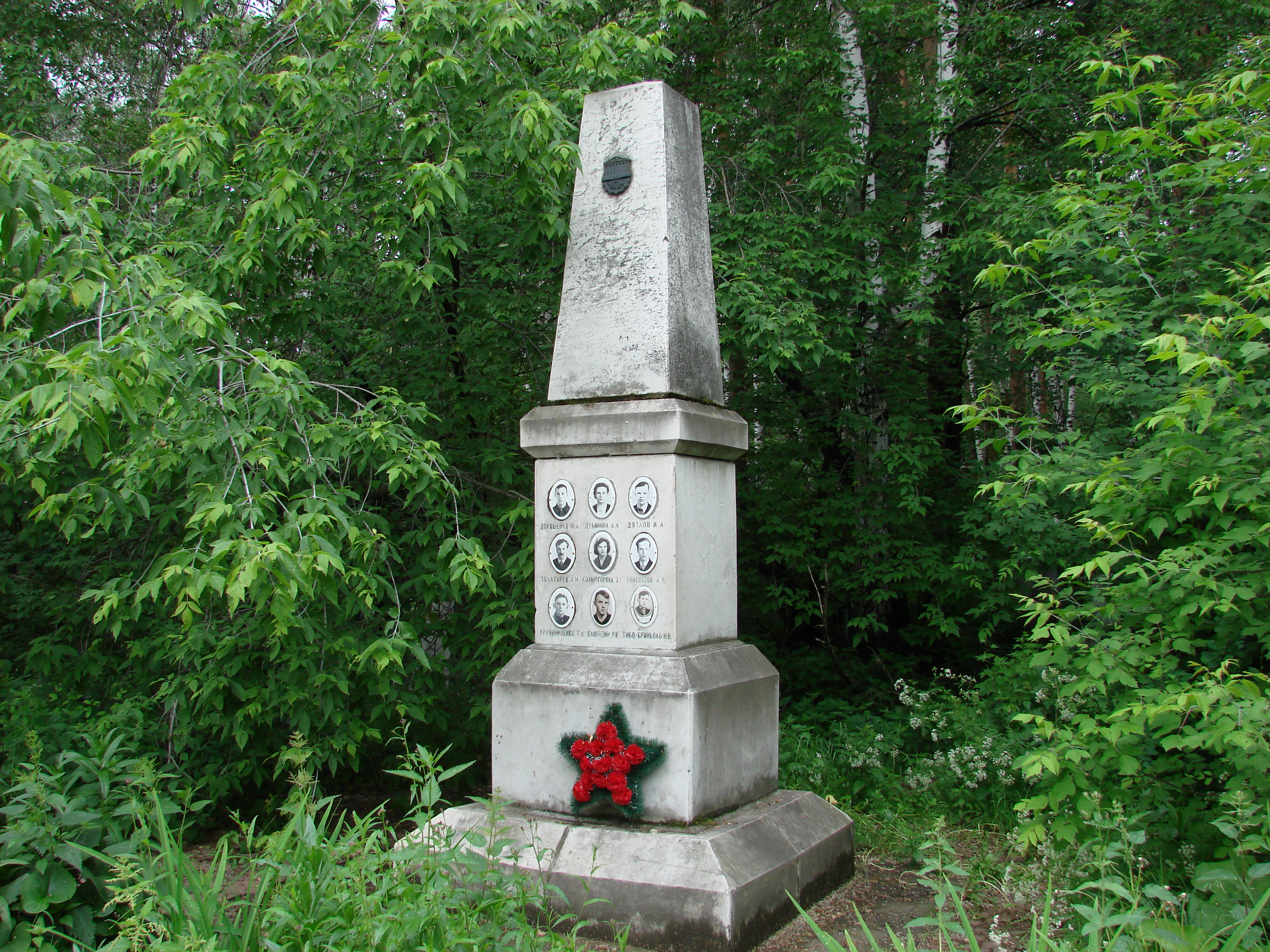
Памятник дятловцам на Михайловском кладбище Екатеринбурга
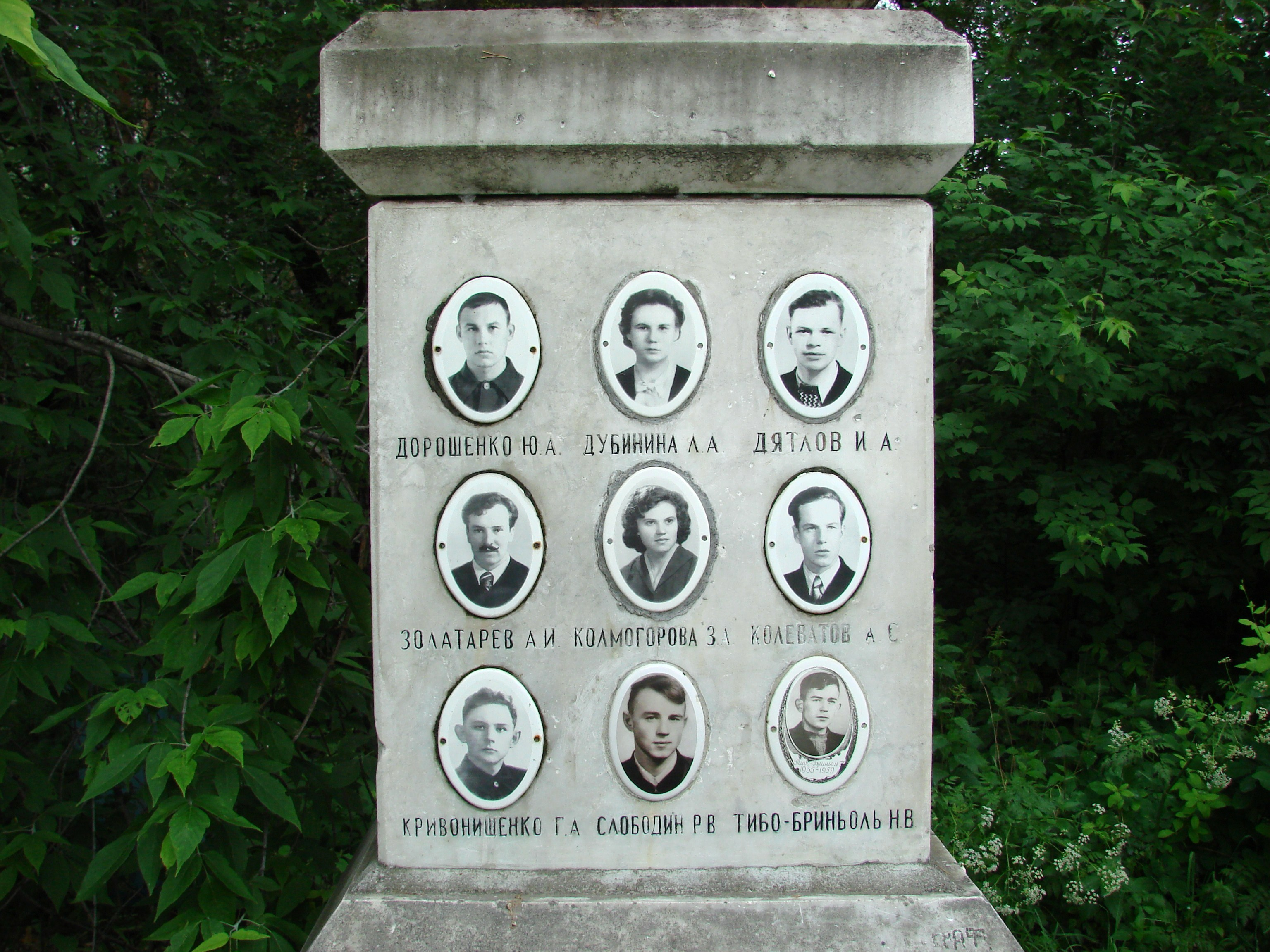
Фото «дятловцев» на памятнике
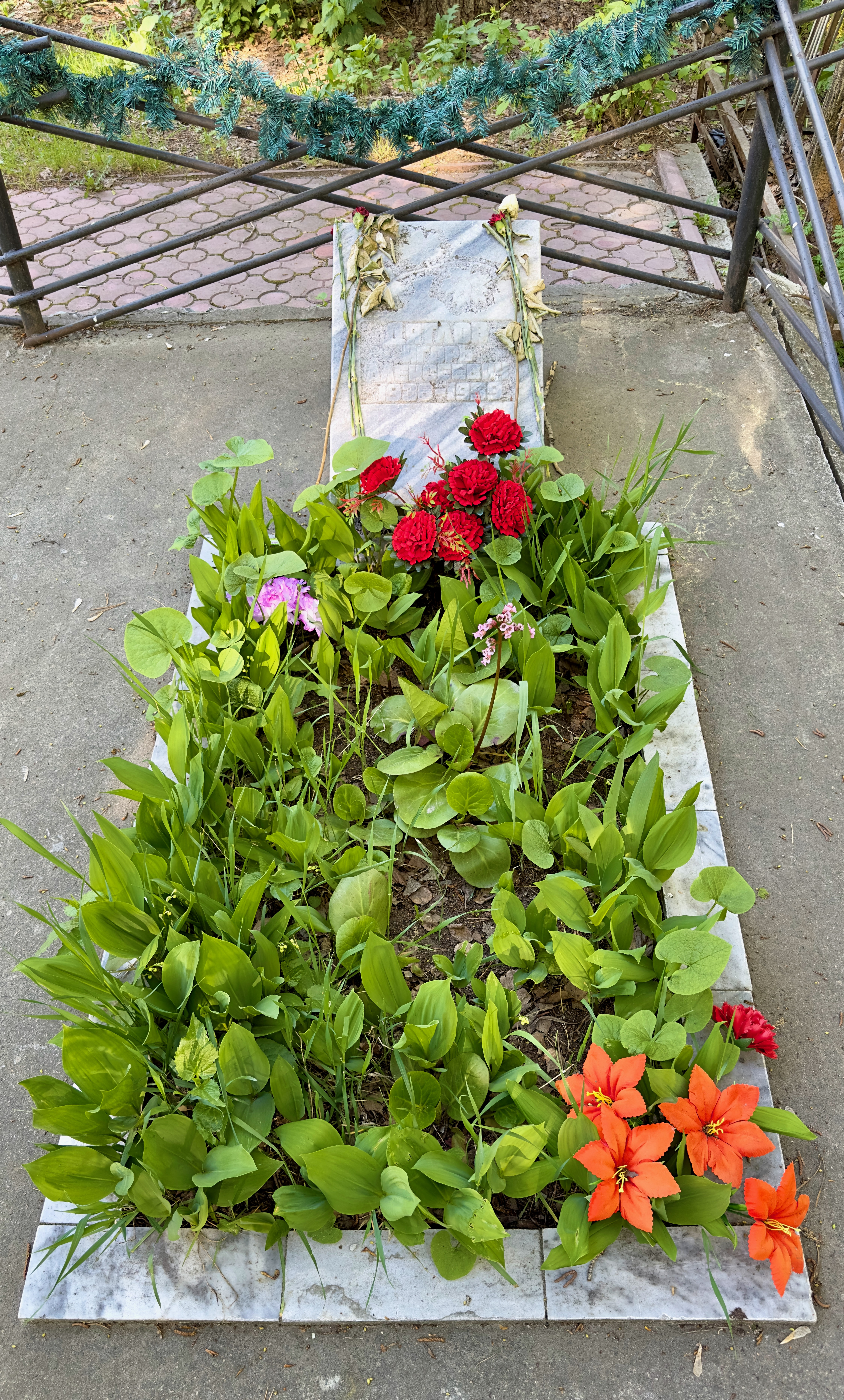
Могила на Михайловском кладбище Екатеринбурга

## Киновоплощения
В сериале «Перевал Дятлова» роль Игоря сыграл Иван Мулин.